# Paul Aurich
Wilhelm Paul Aurich (* 7. Mai 1886 in Berlin; † 15. Januar 1965 ebenda) war ein deutscher Schriftsteller.

## Leben
Er war der Sohn des preußischen Ministerialbeamten Christian Aurich (1834–1906) und dessen Ehefrau Leokadia geborene Klein. Nach dem Besuch verschiedener Schulen in Berlin nahm Paul Aurich von Anfang 1915 bis Dezember 1918 am Ersten Weltkrieg teil und arbeitete anschließend als freischaffender Schriftsteller in seiner Heimatstadt Berlin. Er hatte sich auf neue Kriegs- und Heimatgeschichte spezialisiert, publizierte auch über deutsche Kulturgeschichte und Genealogie. Beispielsweise arbeitete er an dem im Jahre 1907 erschienenen abschließenden 53. Ergänzungsband der Allgemeinen Deutschen Biographie mit, schrieb Aufsätze für Tageszeitungen und Zeitschriften. Außerdem war er Mitarbeiter am 1912 erschienenen Band 4 des von Generalleutnant Georg von Alten begründeten Handbuches für Heer und Flotte.
Obwohl Paul Aurich noch 1935 in Degeners Wer ist’s? als lebende Person aufgenommen worden ist, sind bislang keine Publikationen von Paul Aurich nach dem Ende des Ersten Weltkrieges bekannt.  Bei seiner Heirat 1921 ist seine Stellung als „Beamtenanwärter“ angegeben.

## Ehrungen
- Eisernes Kreuz

## Schriften (Auswahl)
- Kienmayer, Michael Franz von. In: Allgemeine Deutsche Biographie (ADB). Band 53, Duncker & Humblot, Leipzig 1907, S. 767 f.
- Knaus, Friedrich. In: Allgemeine Deutsche Biographie (ADB). Band 53, Duncker & Humblot, Leipzig 1907, S. 768.
- Kempelen de Pázmánd, Wolfgang Ritter von. In: Allgemeine Deutsche Biographie (ADB). Band 53, Duncker & Humblot, Leipzig 1907, S. 766 f.
- Locatelli, Joseph von. In: Allgemeine Deutsche Biographie (ADB). Band 53, Duncker & Humblot, Leipzig 1907, S. 770.